# Schloss Moravský Krumlov

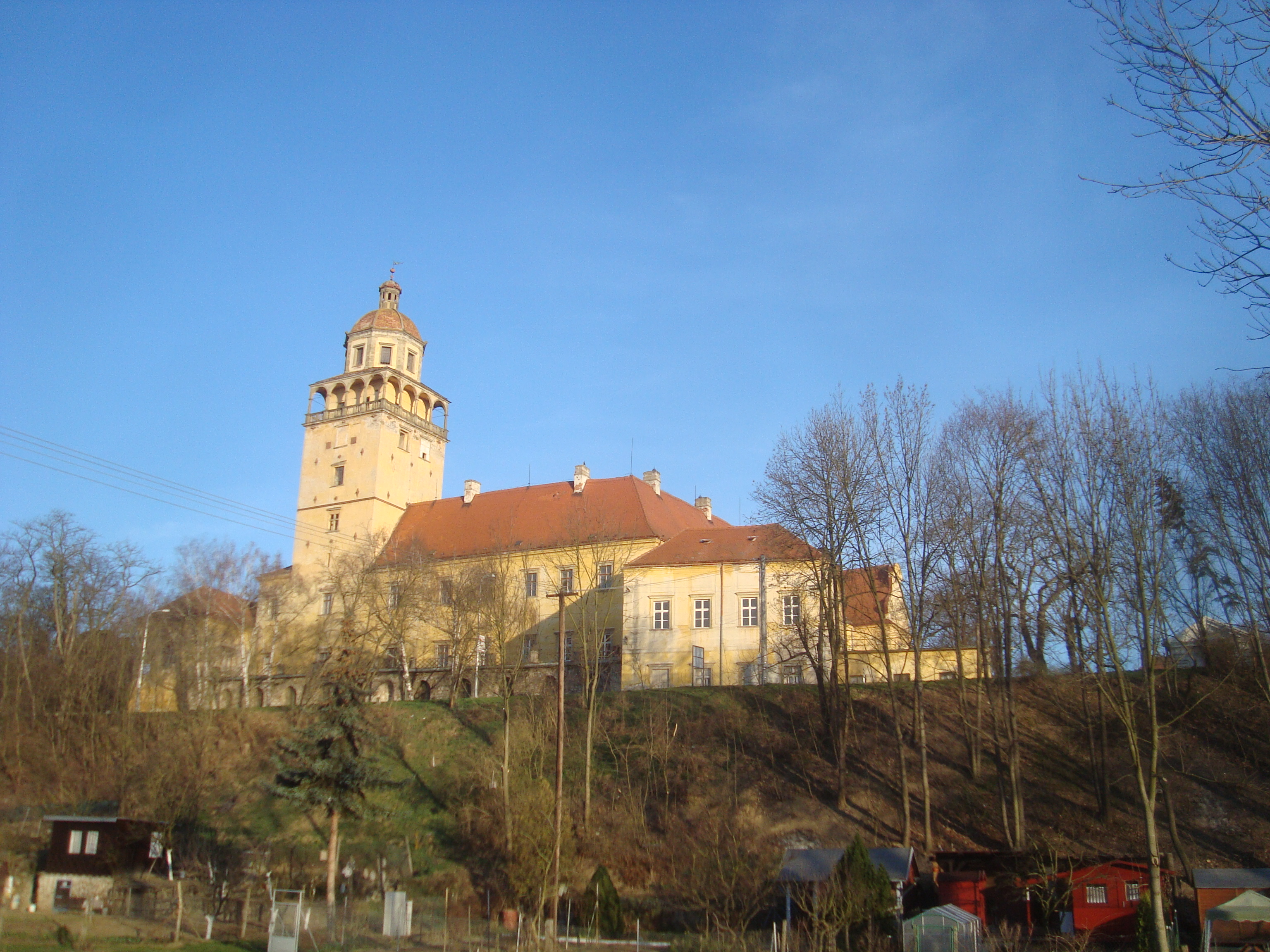
Schloss Moravský Krumlov

Schloss Moravský Krumlov (deutsch Mährisch Kromau) befindet sich in Moravský Krumlov im Okres Znojmo, Mähren (Tschechien). Dort ist das Slawische Epos von Alfons Mucha ausgestellt.

## Bauwerk
Das Schloss ist das älteste der mährischen Arkadenschlösser und liegt an der schmalsten Stelle eines Mäanders, den der Fluss Rokytná um die ganze Stadt herum bildet. Die Burg wurde um 1560 vom Baumeister Leonardo Garove aus Bissone in ein Renaissanceschloss mit dreiseitigem Arkadenhof umgebaut. Die italienische Stilrichtung findet man insbesondere in der Reliefausschmückung an den Pfeilern die im toskanischen, ionischen und korinthischen Stil geformt wurden.
Im Rittersaal befand sich von 1963 bis 2012 die Alfons-Maria-Mucha-Gemäldegalerie. Zwanzig Bilder bildeten einen Das Slawische Epos oder Slaven-Epos genannten monumentalen Zyklus aus der Geschichte der slawischen Völker. Eine Hälfte davon ist der böhmischen Geschichte gewidmet.
Umgeben ist das Schloss von einem 12 ha großen englischen Park.

## Geschichte

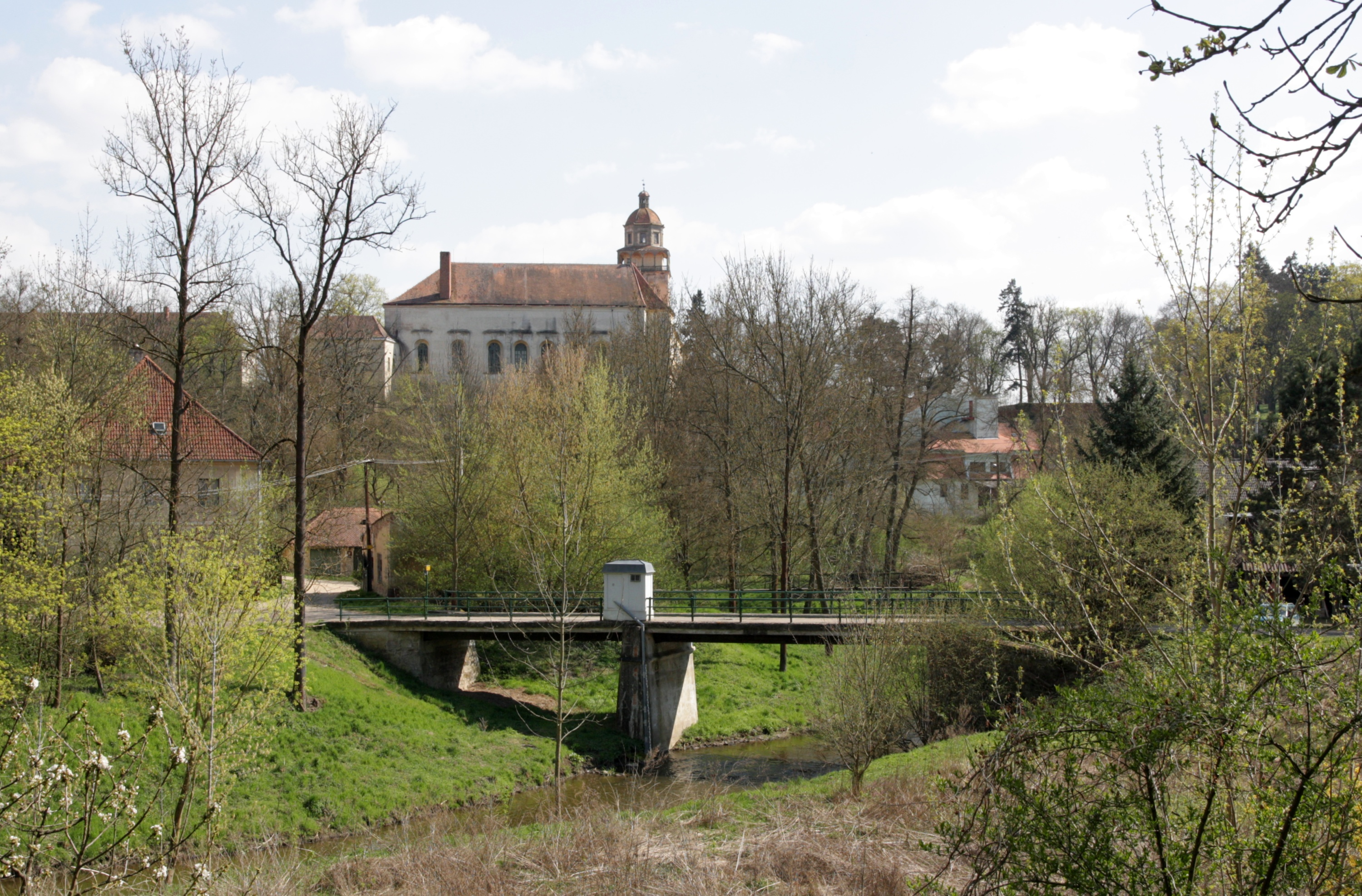

Auf dem heutigen Platz des Schlosses stand eine zwischen 1238 und 1240 vom Znaimer Burggrafen Boček von Jaroslavice und Zbraslav für König Wenzel I. errichtete Burg. Die erste schriftliche Erwähnung der Residenz Chrumenaw erfolgte am 6. Mai 1277 in einem Wiener Friedensvertrag zwischen dem böhmischen König Ottokar II. Přemysl und dem römisch-deutsche König Rudolf I. Nach dem Tod Ottokars in der Schlacht auf dem Marchfeld übernahm Bočeks Sohn Gerhard von Zbraslav und Obřany die Burg und die im Bau befindliche Stadt; der neue König Wenzel II. überschrieb sie ihm eigentümlich. Im Jahre 1289 war Gerhard von Zbraslav nachweislich Besitzer der Burg Krumlov.
Mit dem Erlöschen der Herren von Obřany fiel die Burg an den Landesherren heim; Markgraf Johann überließ sie nach 1312 seinem Marschall Heinrich von Leipa. Heinrich III. von Leipa verkaufte 1368 die Burg und Herrschaft Krumlov an die Herren von Krawarn. Nach dem Aussterben der Herren von Krawarn fiel die Herrschaft 1434 wieder den Herren von Leipa zu.
Johann III. von Leipa begann nach 1513 mit dem Umbau der Burg zu einem Schloss. 1537 wurde der Arzt Paracelsus zur Behandlung von Johann von Leipa auf das Schloss geholt. Paracelsus stellte fest, dass sich der Erkrankte in einem schlechteren Zustand als ihm beschreiben befand, brach die Behandlung ab und reiste eigenmächtig ab.
Die wesentlichsten Baumaßnahmen wie der Westflügel und die Arkaden erfolgten zu Zeiten Perchtolds V. von Leipa; eine dendrologische Untersuchung des Fachwerks im Westflügel datiert dieses auf 1562. Abgeschlossen wurde der Umbau wahrscheinlich 1593 mit den Stallungen im östlichen Vorhof, diese Jahreszahl ist auch am Portal angebracht.

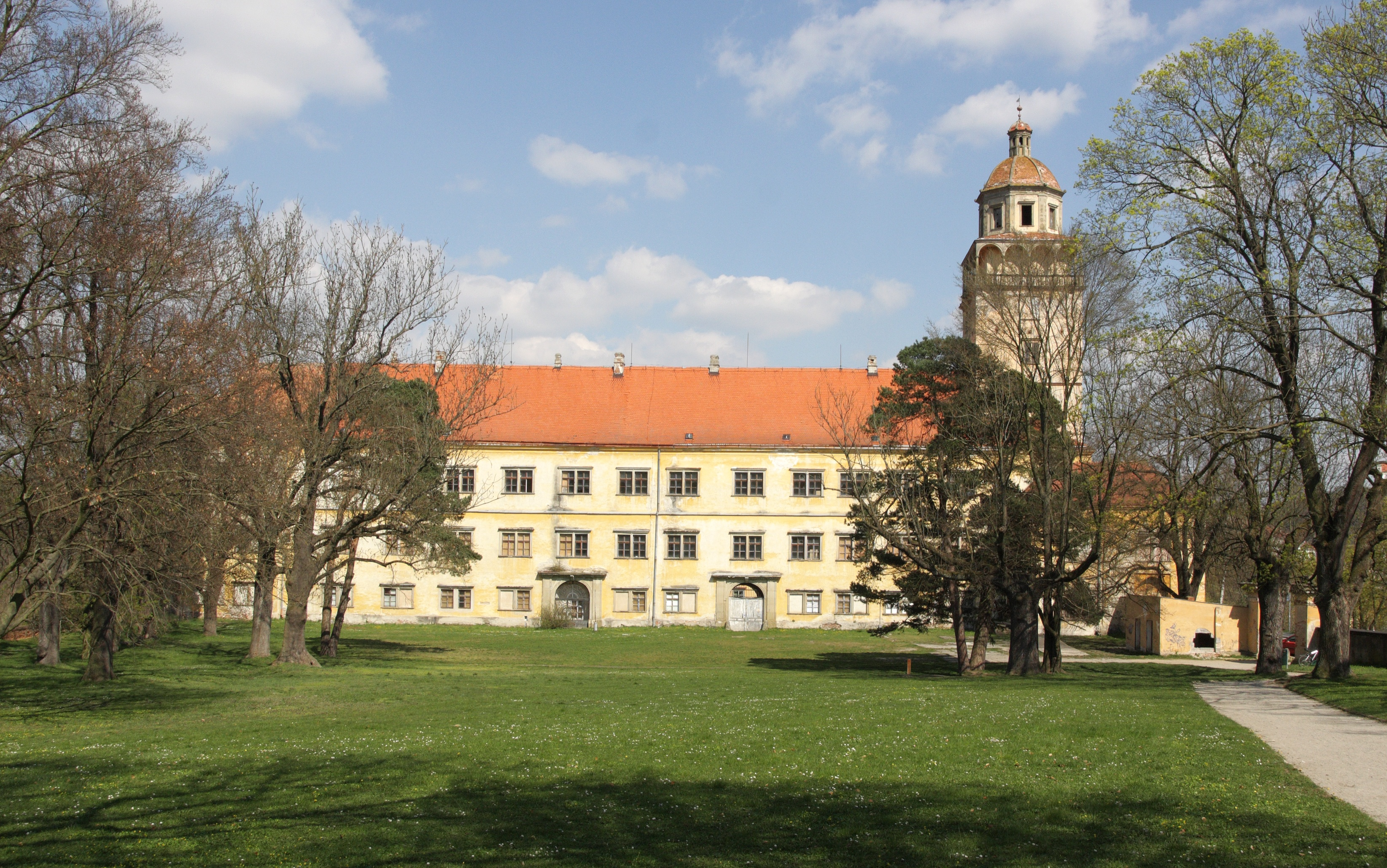

Nach der Schlacht am Weißen Berg wurden 1621 sämtliche Güter des Berthold Bohuslaw (Bohubud) von Leipa, der ein Anführer der mährischen Stände war, konfisziert. 1624 kaufte Gundaker von Liechtenstein die Herrschaft Krummau. Der jüngste der drei Söhne des Hartmann von Liechtenstein erreichte, dass die Herrschaften Krummau und Ostroh 1633 zum Fürstentum Liechtenstein mit Residenz in Stadt Liechtenstein (Krummau)  erhoben wurden. Die Bezeichnungen Fürstentum Liechtenstein und Stadt Liechtenstein waren nicht von langer Dauer und ab 1647 wieder ungebräuchlich; nach dem Erwerb der Grafschaft Vaduz und Herrschaft Schellenberg wurde der alte Titel wieder reaktiviert und diese 1719 zum Reichsfürstentum Liechtenstein erhoben.
Gundaker von Liechtenstein errichtete 1634 aus der Herrschaft Krummau und dem damit verbundenen Gut Wolframitz ein Familienfideikommiss – das Kleine Majorat des Hauses Liechtenstein (Gundakarisches Majorat). Anton Florian von Liechtenstein, der 1711 das Gundakarisches Majorat übernommen hatte, erbte 1712 auch das Große Karolinische Majorat und vereinigte beide.
Josef Wenzel von Liechtenstein tauschte 1751 die Herrschaft Krummau bei seinem Bruder Emanuel gegen dessen bisherige Allodialherrschaft Lundenburg ein. 1771 erbte Emanuels zweitgeborener Sohn Karl Borromäus Joseph von Liechtenstein das Kleine Majorat; sein älterer Bruder Franz Josef war Erbfolger für das Große Majorat. Das Kleine Majorat wurde danach in der Karlischen Linie weitervererbt.
Im Jahre 1835 lebten auf dem Gebiet der Fideikommiss-Primogeniturherrschaft Mährisch-Krummau einschließlich der angeschlossenen Güter Frainspitz und Groß Tajax in den Städten Krummau und Eibenschitz, den Märkten Hosterlitz, Proßmeritz, Rauchowan, Weimislitz und Wolframitz sowie 35 Dörfern insgesamt ca. 22.500 Personen.
Mit dem Tod von Rudolf von Liechtenstein erlosch 1908 die Karlische Linie im Mannesstamme. Erbe des Schlosses und der der zugehörigen Grundherrschaft wurde Ferdinand Rudolf Kinsky von Wchinitz und Tettau, ihm folgte 1919 sein zweiter Sohn Rudolf Anton. Nach dem Ende des Zweiten Weltkrieges wurde der Besitz des Rudolf Anton Kinsky auf Grund der Beneš-Dekrete konfisziert, da er sich 1938 maßgeblich für die Angliederung von Moravský Krumlov an das Großdeutsche Reich engagiert hatte.
In der zweiten Hälfte des 20. Jahrhunderts wurde das Schloss als Sitz verschiedener Ämter, danach von der Tschechoslowakischen Armee genutzt. 1992 erfolgte der Verkauf des Schlosses zum symbolischen Preis von einer Krone an die Zámek a.s. Im Jahre 2004 erwarb das Unternehmen Incheba Bratislava das Schloss in einer Versteigerung. Wegen seines heruntergekommenen Zustandes wurde das Schloss in die Liste gefährdeter Denkmäler aufgenommen. 2016 erfolgte eine erneute Versteigerung des auf 21 Mio. Tschechische Kronen taxierten Schlosses, dabei erhielt die Stadt Moravský Krumlov den Zuschlag für 14 Mio. Kronen.